# Rowley Habib

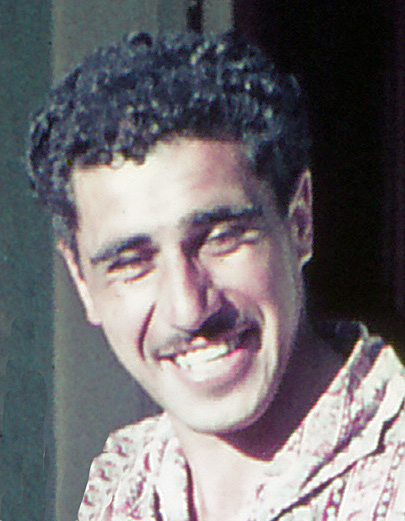
Habib, 1969

Rowley Habib, Rore Hapipi  (Oruanui cerca de Taupō, 24 de abril de 1933 – 3 de abril de 2016) era un escritor (poeta, guionista, dramaturgo) neozelandés.

## Biografía
Su madre era maorí y su padre libanés, se identificaba con el iwi Ngāti Tūwharetoa. Asistió al Te Aute College y tuvo diversos trabajos a lo largo de su vida, desde una librería hasta empleado en un aserradero o en centrales hidroeléctricas.
Entre 1956 y 1971, colaboró de forma habitual con relatos en la revista maorí Te Ao Hou The New World.

## Obra

### Guiones de televisión
- Death of the Land (1976)
- The Gathering (1979)
- The Protesters (1983)

### Poesía
- The Raw Men (antología, 2006)